# Estadio Carlos de Alencar Pinto
El Estadio Carlos de Alencar Pinto, más conocido como Vovozão, es el estadio oficial del tradicional Ceará Sporting Club. El estadio cuenta con un sistema de drenaje automático y mide 110m x 65m de largo, además de tres vestuarios (equipo profesional, árbitro y equipo visitante), bancos de reserva tradicionales y espaciosos. El estadio tiene capacidad para albergar 3.000 personas y solo es utilizado para entrenamientos por equipos profesionales y de base.
El 30 de enero de 2021, debido a un incendio en el estadio Arena Castelão, el partido de ida de la final de la Serie D 2020 entre Floresta y Mirassol fue realizado en el Carlos de Alencar Pinto.